# Basiprionota timorensis
Basiprionota timorensis es un insecto coleóptero de la familia Chrysomelidae. Es endémico de Timor.